# NRJ Music Awards
NRJ Music Awards er en prisuddeling indenfor musik, skabt i 2001 af den franske radiostation NRJ i samarbejde med TV-stationen TF1. Uddelingen finder sted midt i januar hvert år i Palais des festivals et des congrès i Cannes. Der bliver uddelt priser indenfor forskellige kategorier.

## Kategorier
| Kategorinavn                             | Kategorinavn                                  | Noter                              |
| Dansk                                    | Fransk                                        | Noter                              |
| ---------------------------------------- | --------------------------------------------- | ---------------------------------- |
| Årets frankofone overraskelse            | Révélation francophone de l'année             |                                    |
| Årets internationale overraskelse        | Révélation internationale de l'année          |                                    |
| Årets mandlige frankofone kunstner       | Artiste masculin francophone de l'année       |                                    |
| Årets mandlige internationale kunstner   | Artiste masculin international de l'année     |                                    |
| Årets kvindelige frankofone kunstner     | Artiste féminine francophone de l'année       |                                    |
| Årets kvindelige internationale kunstner | Artiste féminine internationale de l'année    |                                    |
| Årets frankofone sang                    | Chanson francophone de l'année                |                                    |
| Årets internationale sang                | Chanson internationale de l'année             |                                    |
| Årets frankofone album                   | Album francophone de l'année                  | ikke i 2011                        |
| Årets internationale album               | Album international de l'année                | ikke i 2011                        |
| Årets frankofone gruppe                  | Groupe/duo/troupe francophone de l'année      |                                    |
| Årets internationale gruppe              | Groupe/duo/troupe international(e) de l'année |                                    |
| Musik site på internettet                | Site internet musical                         | fra 2000 til 2004                  |
| Årets musikvideo                         | Clip de l'année                               | fra 2005 til 2011, dog ikke i 2010 |
| Årets koncert                            | Concert de l'année                            | i 2000 og i 2011                   |
| Årets DJ                                 | DJ de l'année                                 | i 2007                             |
| Årets mest downloadede musiknummer       | Titre le plus téléchargé de l'année           | i 2010                             |
| Årets hit                                | Hit de l'année                                | i 2011                             |
| Den særlige pris                         | NRJ Music Award d'honneur                     |                                    |

## Vindere

### Vindere 2000 – I NRJ Music Awards[1]
| Kategori                                 | Vindere                                                                        |
| ---------------------------------------- | ------------------------------------------------------------------------------ |
| Årets frankofone overraskelse            | Hélène Ségara                                                                  |
| Årets internationale overraskelse        | Tina Arena                                                                     |
| Årets mandlige frankofone kunstner       | David Hallyday                                                                 |
| Årets mandlige internationale kunstner   | Will Smith                                                                     |
| Årets kvindelige frankofone kunstner     | Mylène Farmer                                                                  |
| Årets kvindelige internationale kunstner | Mariah Carey                                                                   |
| Årets franske sang                       | Zebda – Tomber la chemise                                                      |
| Årets internationale sang                | Lou Bega – Mambo No. 5                                                         |
| Årets frankofone album                   | Mylène Farmer – Innamoramento                                                  |
| Årets internationale album               | Whitney Houston – My Love Is Your Love                                         |
| Årets frankofone gruppe                  | Zebda                                                                          |
| Årets internationale gruppe              | Texas                                                                          |
| Årets musiksite på internettet           | Jamiroquai                                                                     |
| Årets koncert                            | Mylène Farmer                                                                  |
| NRJ Music Award d'honneur                | Tina Turner For hendes lange karriere Bono fra U2 for hans humanitærer indsats |

### Vindere 2001 – II NRJ Music Awards[2]
| Kategori                                 | Vinder                                     |
| ---------------------------------------- | ------------------------------------------ |
| Årets frankofone overraskelse            | Alizée                                     |
| Årets internationale overraskelse        | Anastacia                                  |
| Årets mandlige frankofone kunstner       | Pascal Obispo                              |
| Årets mandlige internationale kunstner   | Moby                                       |
| Årets kvindelige frankofone kunstner     | Mylène Farmer                              |
| Årets kvindelige internationale kunstner | Madonna                                    |
| Årets franske sang                       | Roméo & Juliette – Les Rois du monde       |
| Årets internationale sang                | Anastacia – I'm Outta Love                 |
| Årets frankofone album                   | Hélène Ségara – Au nom d'une femme         |
| Årets internationale album               | Madonna – Music                            |
| Årets frankofone gruppe                  | Les Dix Commandements                      |
| Årets internationale gruppe              | The Corrs                                  |
| Årets musiksite på internettet           | Alizée                                     |
| NRJ Music Award d'honneur                | Les Enfoirés for deres velgørenhedsarbejde |

### Vindere 2002 – III NRJ Music Awards[3]
| Kategori                                 | Vinder |
| ---------------------------------------- | --- |
| Årets frankofone overraskelse            | Eve Angeli |
| Årets internationale overraskelse        | Dido |
| Årets mandlige frankofone kunstner       | Garou |
| Årets mandlige internationale kunstner   | Michael Jackson                                                                                               |
| Årets kvindelige frankofone kunstner     | Mylène Farmer                                                                                                 |
| Årets kvindelige internationale kunstner | Jennifer Lopez                                                                                                |
| Årets franske sang                       | Axel Bauer & Zazie – A ma place                                                                               |
| Årets internationale sang                | Geri Halliwell – It's Raining Men                                                                             |
| Årets frankofone album                   | Gérald De Palmas – Marcher dans le sable                                                                      |
| Årets internationale album               | Dido – No Angel                                                                                               |
| Årets frankofone gruppe                  | Garou & Céline Dion                                                                                           |
| Årets internationale gruppe              | Destiny's Child                                                                                               |
| Årets musiksite på internettet           | Garou |
| NRJ Music Award d'honneur                | Ensemble contre le Sida for deres velgørenhedsarbejde Opération "Pièces Jaunes" for deres velgørenhedsarbejde |

### Vindere 2003 – IV NRJ Music Awards[4]
| Kategori                                 | Vinder                                                                     |
| ---------------------------------------- | -------------------------------------------------------------------------- |
| Årets frankofone overraskelse            | Jenifer                                                                    |
| Årets internationale overraskelse        | Las Ketchup                                                                |
| Årets mandlige frankofone kunstner       | Gérald De Palmas                                                           |
| Årets mandlige internationale kunstner   | Billy Crawford                                                             |
| Årets kvindelige frankofone kunstner     | Mylène Farmer                                                              |
| Årets kvindelige internationale kunstner | Shakira                                                                    |
| Årets franske sang                       | Renaud & Axelle Red – Manhattan-Kaboul                                     |
| Årets internationale sang                | Shakira – Whenever Wherever                                                |
| Årets frankofone album                   | Indochine – Paradize                                                       |
| Årets internationale album               | Shakira – Laundry Service                                                  |
| Årets frankofone gruppe                  | Renaud & Axelle Red                                                        |
| Årets internationale gruppe              | The Calling                                                                |
| Årets musiksite på internettet           | Jennifer Lopez                                                             |
| NRJ Music Award d'honneur                | Phil Collins for hele hans karriere Johnny Hallyday for hele hans karriere |

### Vindere 2004 – V NRJ Music Awards[5]
| Kategori                                 | Vinder                                                                   |
| ---------------------------------------- | ------------------------------------------------------------------------ |
| Årets frankofone overraskelse            | Nolwenn Leroy                                                            |
| Årets internationale overraskelse        | Evanescence                                                              |
| Årets mandlige frankofone kunstner       | Calogero                                                                 |
| Årets mandlige internationale kunstner   | Justin Timberlake                                                        |
| Årets kvindelige frankofone kunstner     | Jenifer                                                                  |
| Årets kvindelige internationale kunstner | Dido                                                                     |
| Årets franske sang                       | Kyo – Le chemin                                                          |
| Årets internationale sang                | Blue & Elton John – Sorry Seems to Be the Hardest Word                   |
| Årets frankofone album                   | Kyo – Le chemin                                                          |
| Årets internationale album               | Dido – Life For Rent                                                     |
| Årets frankofone gruppe                  | Kyo                                                                      |
| Årets internationale gruppe              | Linkin Park                                                              |
| Årets musiksite på internettet           | Kyo                                                                      |
| NRJ Music Award d'honneur                | Madonna for hele hendes karriere Sol En Si for deres velgørenhedsarbejde |

### Vindere 2005 – VI NRJ Music Awards[6]
| Kategori                                 | Vinder                                                            |
| ---------------------------------------- | ----------------------------------------------------------------- |
| Årets frankofone overraskelse            | Emma Daumas                                                       |
| Årets internationale overraskelse        | Maroon 5                                                          |
| Årets mandlige frankofone kunstner       | Roch Voisine                                                      |
| Årets mandlige internationale kunstner   | Usher                                                             |
| Årets kvindelige frankofone kunstner     | Jenifer                                                           |
| Årets kvindelige internationale kunstner | Avril Lavigne                                                     |
| Årets franske sang                       | K-Maro – Femme Like U                                             |
| Årets internationale sang                | Maroon 5 – This Love                                              |
| Årets frankofone album                   | Jenifer – Le passage                                              |
| Årets internationale album               | Black Eyed Peas – Elephunk                                        |
| Årets frankofone gruppe                  | Calogero & Passi                                                  |
| Årets internationale gruppe              | Blue                                                              |
| Årets musikvideo                         | Corneille – Parce qu'on vient de loin                             |
| NRJ Music Award d'honneur                | U2 for hele deres karriere AMADE for deres humanitære aktiviteter |

### Vindere 2006 – VII NRJ Music Awards[7]
| Kategori                                 | Vinder                              |
| ---------------------------------------- | ----------------------------------- |
| Årets frankofone overraskelse            | Grégory Lemarchal                   |
| Årets internationale overraskelse        | James Blunt                         |
| Årets mandlige frankofone kunstner       | Raphaël                             |
| Årets mandlige internationale kunstner   | Robbie Williams                     |
| Årets kvindelige frankofone kunstner     | Jenifer                             |
| Årets kvindelige internationale kunstner | Madonna                             |
| Årets franske sang                       | M. Pokora – Elle me contrôle        |
| Årets internationale sang                | Shakira – La Tortura                |
| Årets frankofone album                   | Mylène Farmer – Avant que l’ombre…  |
| Årets internationale album               | Black Eyed Peas – Monkey Business   |
| Årets frankofone gruppe                  | Le Roi Soleil                       |
| Årets internationale gruppe              | Black Eyed Peas                     |
| Årets musikvideo                         | M. Pokora – Elle me contrôle        |
| NRJ Music Award d'honneur                | Bob Geldof for at organisere Live 8 |

### Vindere 2007 – VIII NRJ Music Awards[8]
| Kategori                                 | Vinder                              |
| ---------------------------------------- | ----------------------------------- |
| Årets frankofone overraskelse            | Christophe Maé                      |
| Årets internationale overraskelse        | Nelly Furtado                       |
| Årets mandlige frankofone kunstner       | M.Pokora                            |
| Årets mandlige internationale kunstner   | Justin Timberlake                   |
| Årets kvindelige frankofone kunstner     | Diam's                              |
| Årets kvindelige internationale kunstner | Christina Aguilera                  |
| Årets franske sang                       | Diam's – La boulette                |
| Årets internationale sang                | Rihanna – Unfaithful                |
| Årets frankofone album                   | Diam's – Dans ma bulle              |
| Årets internationale album               | Christina Aguilera – Back to Basics |
| Årets frankofone gruppe                  | Le Roi Soleil                       |
| Årets internationale gruppe              | Evanescence                         |
| Årets musikvideo                         | M. Pokora – De retour               |
| Årets DJ                                 | Bob Sinclar                         |

### Vindere 2008 – IX NRJ Music Awards[9]
| Årets frankofone overraskelse            | Christophe Willem |
| Årets internationale overraskelse        | Mika |
| Årets mandlige frankofone kunstner       | Christophe Maé |
| Årets mandlige internationale kunstner   | Justin Timberlake |
| Årets kvindelige frankofone kunstner     | Jenifer |
| Årets kvindelige internationale kunstner | Avril Lavigne |
| Årets franske sang                       | Christophe Maé – On s'attache |
| Årets internationale sang                | Rihanna – Don't Stop the Music |
| Årets frankofone album                   | Christophe Willem – Inventaire |
| Årets internationale album               | Britney Spears – Blackout |
| Årets frankofone gruppe                  | Superbus |
| Årets internationale gruppe              | Tokio Hotel |
| Årets musikvideo                         | Fatal Bazooka featuring Yelle – Parle à ma main                                                                                        |
| NRJ Music Award d'honneur                | Céline Dion pour l'ensemble de sa carrière Michael Jackson pour l'ensemble de sa carrière Kylie Minogue pour l'ensemble de sa carrière |

### Vindere 2009 – X NRJ Music Awards[10]
| Årets frankofone overraskelse            | Zaho                              |
| Årets internationale overraskelse        | Jonas Brothers                    |
| Årets mandlige frankofone kunstner       | Christophe Maé                    |
| Årets mandlige internationale kunstner   | Enrique Iglesias                  |
| Årets kvindelige frankofone kunstner     | Jenifer                           |
| Årets kvindelige internationale kunstner | Britney Spears                    |
| Årets franske sang                       | Christophe Maé – Belle Demoiselle |
| Årets internationale sang                | Rihanna – Disturbia               |
| Årets frankofone album                   | Mylène Farmer – Point de Suture   |
| Årets internationale album               | Katy Perry – One of the Boys      |
| Årets frankofone gruppe                  | Cléopâtre                         |
| Årets internationale gruppe              | The Pussycat Dolls                |
| Årets musikvideo                         | Britney Spears – Womanizer        |
| NRJ Music Award d'honneur                | Coldplay for hele deres karriere  |

### Vindere 2010 – XI NRJ Music Awards[11]
| Årets frankofone overraskelse            | Florent Mothe de Mozart, l'opéra rock                                           |
| Årets internationale overraskelse        | Lady Gaga                                                                       |
| Årets mandlige frankofone kunstner       | Christophe Willem                                                               |
| Årets mandlige internationale kunstner   | Robbie Williams                                                                 |
| Årets kvindelige frankofone kunstner     | Sofia Essaïdi                                                                   |
| Årets kvindelige internationale kunstner | Rihanna                                                                         |
| Årets frankofone sang                    | Mozart, l'opéra rock – L'Assasymphonie                                          |
| Årets internationale sang                | Black Eyed Peas – I Gotta Feeling                                               |
| Årets frankofone album                   | Christophe Willem – Caféine                                                     |
| Årets internationale album               | David Guetta – One Love                                                         |
| Årets frankofone gruppe                  | Mozart, l'opéra rock                                                            |
| Årets internationale gruppe              | Tokio Hotel                                                                     |
| Årets mest downloadede musiknummer       | Helmut Fritz – Ça m'énerve                                                      |
| NRJ Music Award d'honneur                | Robbie Williams for hele hans karriere Beyoncé Knowles for hele hendes karriere |

### Vindere 2011 – XII NRJ Music Awards[11]
| Årets frankofone overraskelse            | Joyce Jonathan                                         |  |
| Årets internationale overraskelse        | Justin Bieber                                          |  |
| Årets mandlige frankofone kunstner       | M. Pokora                                              |  |
| Årets mandlige internationale kunstner   | Usher                                                  |  |
| Årets kvindelige frankofone kunstner     | Jenifer                                                |  |
| Årets kvindelige internationale kunstner | Shakira                                                |  |
| Årets frankofone sang                    | M. Pokora – Juste une photo de toi                     |  |
| Årets internationale sang                | Shakira ft Freshlyground – Waka Waka                   |  |
| Årets frankofone gruppe                  | Justin Nozuka & Zaho                                   |  |
| Årets internationale gruppe              | The Black Eyed Peas                                    |  |
| Årets koncert                            | The Black Eyed Peas                                    |  |
| Årets musikvideo                         | Lady Gaga & Beyonce – Telephone                        |  |
| Årets hit                                | Flo Rida featuring David Guetta – Club can't handle me |  |
| NRJ Music Award d'honneur                | David Guetta for hans internationale succes            |  |

### Vinder 2012 – XII NRJ Music Awards
| Årets frankofone overraskelse            | Keen'v                                            |
| Årets internationale overraskelse        | Adele                                             |
| Årets mandlige frankofone kunstner       | M. Pokora                                         |
| Årets mandlige internationale kunstner   | Mika                                              |
| Årets kvindelige frankofone kunstner     | Shy'm                                             |
| Årets kvindelige internationale kunstner | Rihanna                                           |
| Årets frankofone sang                    | M. Pokora – A nos actes manqués                   |
| Årets internationale sang                | Adele – Someone Like You                          |
| Årets frankofone gruppe                  | Simple Plan feat. Marie-Mai                       |
| Årets internationale gruppe              | LMFAO                                             |
| Årets musikvideo                         | LMFAO – Party Rock Anthem                         |
| NRJ Music Award d'honneur                | Mylène Farmer for hendes karriere                 |
| NRJ Music Award d'honneur                | Nolwenn Leroy for den bedst sælgende disk af året |
| NRJ Music Award d'honneur                | Justin Bieber                                     |
| NRJ Music Award d'honneur                | Shakira for hendes internationale succes          |

### Vindere 2013 - 14. NRJ Music Awards
| NRJ Music Award d'honneur                | Johnny Hallyday for hele hans karriere Patrick Bruel for hans 30-årige karriere Psy for rekorden for visninger på internettet |
| Årets klip                               | Psy - Gangnam Style |
| Årets kvindelige frankofone kunstner     | Shy'm |
| Årets kvindelige internationale kunstner | Rihanna |
| Årets mandlige frankofone kunstner       | M. Pokora |
| Årets mandlige internationale kunstner   | Bruno Mars |
| Årets franske sang                       | Sexion d'Assaut - Avant qu'elle parte                                                                                         |
| Årets internationale sang                | Psy - Gangnam Style |
| Årets frankofone gruppe                  | Sexion d'Assaut |
| Årets internationale gruppe              | One Direction |
| Årets frankofone overraskelse            | Tal |
| Årets internationale overraskelse        | Carly Rae Jepsen |
| Best Digital Moment (hors compétition)   | One Direction |

### Vindere 2013 (15. udgave) - 15. NRJ Music Awards
| NRJ Music Award d'honneur                | Christophe Maé for hele hans karriere |
| Årets klip                               | One Direction - Best Song Ever        |
| Årets kvindelige frankofone kunstner     | Tal                                   |
| Årets kvindelige internationale kunstner | Katy Perry                            |
| Årets mandlige frankofone kunstner       | Stromae                               |
| Årets mandlige internationale kunstner   | Bruno Mars                            |
| Årets franske sang                       | Stromae - Formidable                  |
| Årets internationale sang                | Katy Perry - Roar                     |
| Årets frankofone gruppe                  | Robin des Bois                        |
| Årets internationale gruppe              | One Direction                         |
| Årets frankofone overraskelse            | Louis Delort                          |
| Årets internationale overraskelse        | James Arthur                          |
| Best Digital Moment (hors compétition)   | Katy Perry                            |

### Vindere 2014- 16. NRJ Music Awards
| NRJ Music Award d'honneur                          | Stromae pour sa carrière qui est maintenant internationale Lenny Kravitz pour ses 25 ans de carrière et le lien privilégié qu'il a avec la France |
| Årets klip                                         | Black M - Mme Pavoshko |
| Årets kvindelige frankofone kunstner               | Tal |
| Årets kvindelige internationale kunstner           | Sia |
| Årets mandlige frankofone kunstner                 | M. Pokora |
| Årets mandlige internationale kunstner             | Pharrell Williams |
| Årets franske sang                                 | Kendji Girac - Color Gitano |
| Årets internationale sang                          | Sia - Chandelier |
| Groupe/duo/troupe/collectif francophone de l’année | Daft Punk |
| Groupe/duo international de l’année                | One Direction |
| Årets frankofone overraskelse                      | Kendji Girac |
| Årets internationale overraskelse                  | Ariana Grande |
| Best Digital Moment (hors compétition)             | ? |

### Vindere 2015-17. NRJ Music Awards
| NRJ Music Award d'honneur                       | Adele / Charles Aznavour Justin Bieber Sting |
| Årets frankofone overraskelse                   | Louane                                       |
| Årets mandlige internationale kunstner          | Ed Sheeran                                   |
| Groupe/duo/troupe/collectif français de l’année | Fréro Delavega                               |
| Årets internationale overraskelse               | Ellie Goulding                               |
| Clip de l'année                                 | Taylor Swift - Bad Blood                     |
| Artiste masculin français de l’année            | M. Pokora                                    |
| Årets internationale sang                       | Wiz Khalifa & Charlie Puth - See You Again   |
| Årets kvindelige internationale kunstner        | Taylor Swift                                 |
| Groupe/duo international de l’année             | Maroon 5                                     |
| Årets kvindelige frankofone kunstner            | Shy'm                                        |
| DJ de l'année                                   | David Guetta                                 |
| Chanson française de l’année                    | Kendji Girac - Conmigo                       |